# エイドリアン・シャーウッド
エイドリアン・シャーウッド（Adrian Sherwood、1958年1月20日 - ）は、イギリスの音楽プロデューサー、レコーディング・エンジニア。

## 略歴
1958年、ロンドンに生まれる。
1975年、17歳でレゲエ・レコードの卸売業「クリエイション・レベル」を開業し、のちにレコード・レーベル「カリブ・ジェムズ」を設立。プリンス・ファーライのアルバムや、レヴォリューショナリーズの7インチ・シングルをリリースした 。
1978年、「カリブ・ジェムズ」レーベルを離れ、ドクター・パブロと共にレコード・レーベル「ヒット・ラン」を設立し、レゲエ・グループのクリエイション・レベルのアルバム『ダブ・フロム・クリエイション』をプロデュースした。その後、新たに設立したレコード・レーベル「4Dリズム」からクリエイション・レベルのアルバム『スターシップ・アフリカ』をリリースし、プロデューサーとしての手腕を高く評価された。「4Dリズム」は、シンプリー・レッドの前身のグループ、モスメンを輩出している。
1979年、レコード・レーベル「On-Uサウンド」を設立。1970年代後半頃から、スタイル・スコットとのコラボレーションによるダブ・シンジケートを始動している。
1980年、「On-Uサウンド」の初リリース作品としてニュー・エイジ・ステッパーズとロンドン・アンダーグラウンドのカップリング・シングル「Fade Away / Learn A Language」を7インチ・レコードで発表した。シングル盤のリリースに続き、1981年には、レーベル初のアルバムとしてニュー・エイジ・ステッパーズの『ニュー・エイジ・ステッパーズ』をリリースした。
1984年、全英シングルチャート4位（ミュージック・ウィーク）、全米チャート13位（Billboard Hot 100）を記録したデペッシュ・モードのシングル「ピープル・アー・ピープル」の12インチ・バージョンではリミックスを担当した。 同年、シュガーヒル・レコードの専属バンドであるシュガーヒル・ギャング・バンドで活動していたキース・ルブラン、スキップ・マクドナルド、ダグ・ウィンビッシュらとタックヘッドを結成する。
1980年代の後半にかけアインシュテュルツェンデ・ノイバウテンの12インチ盤『ユー・グン (Yü-Gung)』、キャバレー・ヴォルテールのアルバム『Code』、マーク・スチュワートのアルバム『マーク・スチュワート』、ミニストリーのアルバム『トゥイッチ』、KMFDMのアルバム『ドント・ブロウ・ユア・トップ』等、インダストリアル・ミュージックのプロデュースを手掛けるようになる。その後、ナイン・インチ・ネイルズのデビュー・アルバム『プリティ・ヘイト・マシーン』に収録された楽曲もプロデュースしている。
1990年、リー・ペリーのアルバム『フロム・ザ・シークレット・ラボラトリー 』にプロデューサーとして起用される。
1991年、ゲイリー・クレイル & On-U サウンド・システムのシングル「Human Nature」をプロデュースし、全英シングルチャート10位のヒットを記録した。
1994年、日本のアーティスト、オーディオ・アクティブのシングル「Free The Marijuana」のプロデュースを手掛け、イギリスにてDJチャート1位（NME）を記録した。
1996年、全英シングルチャート17位を記録したプライマル・スクリームらとのコラボレーション・シングル「ザ・ビッグ・マン&ザ・スクリーム・チーム・ミート・ザ・バーミー・アーミー・アップタウン」に続き、1997年には、プライマル・スクリームのアルバム『エコー・デック』でプロデュースを担当した。
2003年、自身初のソロ・アルバム『ネヴァー・トラスト・ア・ヒッピー』をリリースした。スライ&ロビーやダンスホール・レゲエのリディム"Diwali"で知られるレンキーを迎えてリズム・トラックを制作している。
2006年にリリースしたセカンド・アルバム『ビカミング・ア・クリシェ』は、リー・ペリー、デニス・ボーヴェルをゲストに迎えて制作された。同年、映画『Johnny Was』の音楽を担当した。また、リー・ペリー、マッド・プロフェッサーらと共にダブを題材にしたドキュメンタリー映画『ダブ・ストーリーズ』に出演。
2008年にも、ドキュメンタリー映画『Dub Echoes』に出演した。
2010年、リー・ペリーと共にアルバム『ダブセッター』をリリースした。
2012年、アルバム『サバイバル&レジスタンス』をリリースした。
2017年、アルバム『マン Vs. ソファー』をリリースした。
プライベートでは、レーベルのグラフィック・デザインとキーボード等を担当するキシ・ヤマモトと結婚していた。

## 音楽性とその背景
1960年代から1970年代に、ファッツ・ドミノの「Walking To New Orleans」、T・レックスやソウル・ミュージック、レゲエを聴き始め、12歳になるとスキンヘッド・ミュージックと呼ばれていたシマリップの「Skinhead Moonstomp」やジョー・ギブスの「Hijacked」、ルピー・エドワーズの「Census Taker」を聴くようになる。
また、影響を受けた作品に、ウィンストン・エドワーズがプロデュースを手掛けたキング・タビー・ミーツ・アップセッターズの「At The Grass Roots Of Dub」、「Surrounded By The Dreads At The National Arena」やオーガスタス・パブロの「King Tubbys Meets Rockers Uptown」、「Ital Dub」を挙げている。
自身の作品をデザイナー・ダブと呼ぶことに関し「最初からダブ・ミックスとして作られた音楽である。ジャマイカのダブは、原曲のヴァージョンとして始まったから、生まれた形が違う」と説明する。

## ディスコグラフィ

### アルバム
- 『ネヴァー・トラスト・ア・ヒッピー』 - Never Trust A Hippy (2003年、リアルワールド/EMIミュージック・ジャパン)
- 『ビカミング・ア・クリシェ』 - Becoming A Cliché (2006年、リアルワールド/Beat Records)
- 『ダブセッター』 - Dub Setter (2010年) ※リー・ペリーと共作
- 『サバイバル&レジスタンス』 - Survival & Resistance (2012年)
- 『マン Vs. ソファー』 - Man Vs. Sofa (2017年)
- The Collapse Of Everything (2025年)

### EP
- 『The Grand Designer』（2025年）[35]